# محمد وتد
محمد وتد (بالعبرية: מוחמד ותד‏)،1 يونيو 1937 - 24 سبتمبر 1994) صحافي وكاتب وسياسي عربي إسرائيلي. كان عضوًا في الكنيست بين عامي 1981 و1988.

## السيرة الذاتية
ولد في قرية جت خلال عهد الانتداب، وكان وتد عضوًا في الشبيبة الشيوعية الإسرائيلية هشومير هتسعير. التحق بجامعة تل أبيب، حيث درس الدراسات الآسيوية والإفريقية.
كان عضو في حرب مابام وقام بتحرير النسخة العربية لصحيفة الحزب الرسمية عل همشمار ‏. تم انتخابه لعضوية الكنيست عام 1981عن قائمة معراخ (تحالف مابام وحزب العمل)، وتم إعادة انتخابه عام 1984. بعد ذلك بفترة قصيرة غادر مابام المعراخ، وفي 12 يوليو 1988 غادر وتد مابام لينضم إلى حداش بسبب رفضه لسياسة مابام تجاه الانتفاضة الأولى، وفقد مقعده في انتخابات 1988. بعد اعتزاله السياسة أدار صحيفة كل العرب وقام بتحريرها، وبعد ذلك أدار شركة علاقات عامة.
توفي في عام 1994 قي تصادم مروري.

## وصلات خارجية
- محمد وتد على الموقع الإلكتروني للكنيست